# Свети Атанасий (Кадиново)
Вижте пояснителната страница за други значения на Свети Атанасий.
„Свети Атанасий“ или „Свети Атанас“ (на гръцки: Άγιος Αθανάσιος) е възрожденска православна църква в ениджевардарското село Кадиново (Галатадес), Гърция, част от Воденската, Пелска и Мъгленска епархия.
Църквата е гробищен храм, разположен северно от селото. Построена е в началото на XIX век, съдейки по стенопис на Благовещение Богородично в храма, датиран 1806 г. Според кукушкия околийски училищен инспектор Никола Хърлев през 1909 година църквата, заедно с цялото село е екзархийска, но няма никакви имоти.